# Tarnowskie Góry
Tarnowskie Góry (šleski: Tarnowske Gůry, njemački: Tarnowitz, češki: Tarnovice) je grad u jugozapadnoj poljskoj pokrajini Šlesko vojvodstvo, sjedište županije powiat tarnogórski, u povijesnoj pokrajini Gornja Šleska. Mjesto je najslavnije po rudnicima koji predstavljaju važan doprinos svjetskoj proizvodnji olova i cinka, zbog čega je 2017. godine upisan na UNESCO-ov popis mjesta svjetske baštine u Europi.

## Povijest
Najstariji dokazi ljudskog obitavanja na području grada su 20.000 godina stari arheološki nalazi u selu Rybna iz starijeg paleolitika. U brončano doba, od 8. do 5. stoljeća pr. Kr., uz obale rijeke Stoła su živjeli ljudi koji se počinju baviti metalurgijom oko 3. stoljeća pr. Kr.
Naselje je oduvijek kroz povijest bilo povezano s rudarstvom srebra, olova, a kasnije i cinka. Prema legendi, na prvi grumen rude srebra naletio je seljak Rybka oko 1490. iz sela Tarnowice. Od tada su na područje današnjeg grada počeli pristizati doseljenici i niknula su prva rudarska naselja.
Vlasnik zemljišta, Jan II. Dobri, opolsko-raciborski vojvoda i markgrof George von Ansbach su zajednički 1526. god. dali selu rudarsku povlasticu, tj. „Akt o slobodnom rudarstvu” (Akt Wolności Górniczej), koji je davao slobodu od kmetstva svakomu tko bi došao u grad biti rudarom. Iste godine, Tarnowskie Góry dobio je svoje ime i status grada sa svim privilegijama i pravima, a dvije kodine kasnije je dobio rudarski zakon (Ordunek Górny) kojim je veliki dio rude pripadao rudarima. Desetljećima kasnije, 1562., grad je dobio svoj grb i službeni pečat grada. To je razdoblje brzog razvoja rudarstva, kada se intenzivno razvija trgovina i obrt, a izgrađene su i mnoge danas postojeće kuće.
Sredinom 16. st. Tarnowskie Góry je bio najveći centar rudarstva u Šleskoj i jedan od najvećih u Europi. Mnogi zagovornici reformacije su našli sklonište u gradu. A, nakon smrti Jana II. Dobrog (1532.), grad je došao pod vlast obitelji Hohenzollern, pobornika reformacije. God. 1529. protestanti su izgradili prvu drvenu crkvu, a dvije godine kasnije na njezino mjesto crkvu od opeke.
Procvatu grada stao je na kraj Tridesetogodišnji rat (1618. – 1648.), da bi grad počeo slabiti od 1676. kada je u gradu izbila kuga. Kuga je počela da prolazi nakon velike gradske procesije do marijanskog svetišta u obližnji Piekary Śląskie. Kako bi obilježili ovaj događaj Tarnogórci svake nedjelje oko 2. srpnja pohoduju do svetišta Gospe u Piekary. Ova tradicija se nastavlja i dan danas.
Šleski ratovi između Austrije i Pruske (1740. – 1742., 1744. – 1745. i 1756. – 1763.) su završili pruskom okupacijom i 1780-tih godina po vladaru Pruske Friedrichu Wilhelmu II. nazvana je talionica „Fryderyk”, koja je 1788. bila prva takva na europskom kontinentu, jer je imala parni stroj za isušivanje rudnika uvezen iz Engleske.
Godine 1803. otvorena je prva rudarska škola, a desetak godina kasnije, iskopano je novo rudarsko okno „Frederic”, popločan trg i ulice Krakowska i Lubliniecka (koje su dobile i plinsku rasvjetu), osnovane nove tvornice i željezare i započela se gradnja gradskog vodovoda. God. 1873. osnovan je novi okrug čije je središte postao Tarnowskie Góry, a 1857. otvorena je prva željeznička pruga do Opole. Uslijedile su izgradnja bolnice i suda.
Versajski ugovor je naveo kako se stanovnici Šleske moraju odrediti da li će pripasti Njemačkoj ili Poljskoj i 1921. oko 62% je glasalo za pripadnost Poljskoj, a Njemačkoj 38% (uključujući i gotovo 10% tzv. imigrantskih glasova). Godine 1922. grad je nakon 300 godina njemačke dominacije pripao poljskoj.
Početkom dvadesetog stoljeća iscrpljeni su rudarski resursi i rudarstvo je okončano. Grad je bio dio Vojvodstva Katowice od 1975. do 1998. godine kada je ujedinjeno Šlesko vojvodstvo.

## Znamenitosti
Gradski trg ukrašavaju nizovi romantičarskih građevina, sjajna gradska vijećnica i protestantska crkva iz 17. st.
Uskotračna željeznica Gornje Šleske iz 1853., koja ima najveći ranžirni kolodvor u Poljskoj (i jedan od najvećih u Europi), je najstarija ove vrste koja je još u uporabi na svijetu.
No, najslavnije su znamenitosti povezane s rudarstvom srebra, olova i cinka. Tarnowskie Góry posjeduje stare rudnike s oknima, vodovodnim kanalima (adit), galerijama i vodovodnim sustavom koji su podzemni, dok je iznad sustav ravnog kopa iz 19. st. Parni stroj za ispumpavanje vode iz rudnika svjedoči o kontinuiranim težnjama starijima od tri stoljeća za isušavanjem podzemnih rudarskih zona. Ona je omogućila da se voda iz rudnika upotrijebi za gradske potrebe i potrebe rastuće industrije.
Rudarski adit crne pastrve (Sztolnia Czarnego Pstrąga) je dio od 8 kanala koji su iskopani kako bi se odvodila voda iz rudnika. Danas se njegovim 600 m dugim kanalom, iskopanim 1821. – 1834. u živoj stijeni, može ploviti turističkim brodicama-vagonima.
- Sylwester okno duboko 30 m
- Rudarski adit crne pastrve
- Gradska vijećnica
- Željeznička stanica
- Gradski park

## Gradovi prijatelji
Tarnowskie Góry ima ugovore o partnerstvu s gradovima:
- Bernburg, Njemačka
- Békéscsaba, Mađarska

## Poveznice
- Bochnia
- Wieliczka
- Rudarsko područje Cornwalla i Zapadnog Devona
- Rudarski bazen Nord-Pas de Calaisa

## Vanjske poveznice
- Tarnowskie Góry, Słownik geograficznym Królestwa Polskiego, Tom XII  (polj.)

### Ostali projekti
|  | Zajednički poslužitelj ima stranicu o temi Tarnowskie Góry |